# Podospermum kirpicznikovii
Podospermum kirpicznikovii là một loài thực vật có hoa trong họ Cúc. Loài này được (Lipsch.) Gemeinholzer & Greuter mô tả khoa học đầu tiên năm 2006.